# 德之島語
德之島語是使用於奄美群島德之島的一種琉球語。德之島全島使用的都是這種語言。德之島語與北奄美大島語、南奄美大島語、喜界語統稱為奄美語。

## 方言
德之島語可以分為南、北兩種方言。
- 北部方言：德之島町等地
- 南部方言：伊仙町等地